# Dienophil

Struktur von PTAD

Dienophil ist die Bezeichnung für Alkene, die geeignete Reaktionspartner für 1,3-Diene in einer Diels-Alder-Reaktion sind.
Die meisten Dienophile besitzen durch elektronenziehende Substituenten, wie z. B. eine Carbonylgruppe, eine elektronenarme π-Bindung. Ein starker negativer mesomerer und induktiver Effekt der Substituenten an der Doppelbindung ist ausschlaggebend für die Stärke des dienophilen Charakters. Diese Dienophile reagieren bereitwillig mit elektronenreichen Dienen.
Auch der seltenere Fall eines elektronenreichen Dienophils, das mit einem elektronenarmen Dien reagiert, ist möglich. Das reaktivste derzeit bekannte Dienophil ist PTAD.